# Maria Schenck van Toutenburg
Maria Schenck van Toutenburg, (Vollenhove ca. 1510 - Rijnsburg 12 maart 1552) was abdis van de Abdij van Rijnsburg.

## Levensloop
Maria Schenck van Toutenburg was de oudste dochter van Georg Schenck van Toutenburg (ca. 1480-1540), stadhouder van Friesland, Groningen, Drenthe en Overijssel, en Anna de Vos van Steenwijk (- 1526). Bij haar geboorte was haar vader schout van Vollenhove. Maria had twee oudere broers, Frederik (1503-1580) en Lodewijk (1505-1526). Na het overlijden van haar moeder in 1526 hertrouwde haar vader met Johanna van Egmond. Rond 1517/1518 trad Maria toe als non in de benedictijner abdij van Rijnsburg, een abdij voor uitsluitend adellijke vrouwen. Vermoedelijk groeide ze hier samen op met haar nicht Anna van Toutenburg, die later de kapelanes van de abdij zou worden.
In 1524-1525 werd ze gewijd als kloosterling in de St. Pancras kerk te Leiden. Het jaar daarna deed ze afstand van haar erfenis. In 1535 moest er een nieuwe abdis gekozen worden, hier werd echter geen onderlinge overeenstemming over bereikt. Vermoedelijk werd Maria dankzij tussenkomst van haar vader door de keizer zelf als opvolgster aangedragen, die inmiddels keizer Karel V als stadhouder en veldheer diende. Op 22 mei 1535 werd haar uitverkiezing notarieel bekrachtigd in bijzijn van haar broer Frederik en werd ze als de nieuwe abdis ingehuldigd.

## Abdis
Maria van Toutenburg voerde na haar benoeming tot abdis een aantal grote veranderingen door. Zo liet zij de zusters van de abdij van Rijnsburg tot een college van kanunnikessen verheffen door keizer Karel V. Hierdoor mochten de nonnen voortaan meer privébezit hebben en kregen ze een grotere vrijheid op het gebied van kledingkeuze. Ook kregen ze meer bewegingsvrijheid. Het levensonderhoud moest men voortaan zelf bekostigen, maar daarnaast ontvingen ze wel een prebende om hierin te voorzien. Dit was voor de abdis en haar hofhouding 2300 gulden per jaar. Ook hoefden de kloosterregels minder streng te worden nageleefd; het nuttigen van zuivelproducten tijdens de vastenperiode was voortaan toegestaan. Deze veranderingen en de 'wereldlijke' levenswijze van abdis kwamen haar op felle kritiek te staan. Na haar dood in 1552 werd een officieel onderzoek ingesteld door de landvoogdes Maria van Hongarije naar de abdij en het bewind van de abdis.
Maria Schenck van Toutenburg is begraven in de Grote of Laurentiuskerk in Rijnsburg.